# Archives suisses d'histoire contemporaine
Pour les articles homonymes, voir AFZ.
Les Archives suisses d'histoire contemporaine, plus connues sous leur nom en allemand Archiv für Zeitgeschichte (AfZ), font partie de l’Institut d’histoire contemporaine de l’École polytechnique fédérale de Zurich (EPFZ). Elles conservent des archives sur l’histoire de la Suisse de la fin du XIXe siècle à nos jours, avec un accent mis sur la politique, l’économie et l’histoire du peuple juif. Les collections sont constituées de fonds privés venant d’institutions ou de personnes.

## Histoire

### L’institut
De jeunes historiens, autour de Klaus Urner (de) et Rudolf Humm, créent en 1966 le Groupe de travail pour l’histoire contemporaine (Arbeitsgruppe für Zeitgeschichte (AfZ)). Ils mettent sur pied un centre de documentation grâce au soutien de Karl Schmid (alors président de l’EPFZ) et, entre autres, de Jean-François Bergier. Jusqu’aux années 1970, les collections étaient interdites à la consultation ou consultables seulement après un long délai : les recherches devaient se limiter pour l'essentiel à une période allant jusqu’à la Première Guerre mondiale.
En 1974 est créé l’Institut pour l’histoire de l’EPFZ (Institut für Geschichte), le Groupe de travail lui est rattaché.
Les AfZ reçoivent en 1991 un fonds de l’Union suisse du commerce et de l'industrie (devenu « Économiesuisse »), L’économie de la Suisse devient alors un important secteur de recherche. Des fonds des rubriques économie et étranger de la Neue Zürcher Zeitung sont remis aux AfZ en 1980.
Gregor Spuhler (de) (ancien directeur de projet de la Commission Bergier) succède au fondateur Klaus Urner à la tête des AfZ en 2007,,.

### Les fondations
Cinq fondations contribuent ou ont contribué à assurer le travail des AfZ à long terme.
La fondation Karl Schmid a soutenu les AfZ de 1992 jusqu’à sa dissolution en 2013. Elle a permis la publication des œuvres complètes et de la biographie du philologue suisse Karl Schmid (1907-1974), le catalogage de ses fonds, la remise d’un « prix Karl Schmid » (en 2000, 2002 et 2004), la tenue de cinq symposium, d’un séminaire et de conférences sur son œuvre, ainsi que la réalisation d’une exposition (2007-2008).
Une fondation pour l’histoire contemporaine du peuple juif à l’EPFZ est créée en 1995 (Stiftung Jüdische Zeitgeschichte an der ETH Zürich), qui soutient spécifiquement ce domaine au sein des AfZ.
En 1999 est créée la fondation Simon et Hildegard Rothschild, qui soutient les AfZ, et plus particulièrement son rôle de conservation et de recherche des fonds consacrés à l’histoire contemporaine du peuple juif.
La fondation Victor H. et Elisabeth Umbricht est créée en 2003, elle a principalement pour objectif la conservation et le catalogage des fonds donnés par le juriste et diplomate suisse Victor Hermann Umbricht (de) (1915-1988).
Une fondation de soutien aux AfZ est créée en 2006 (Stiftung Archiv für Zeitgeschichte), qui a pour but d'assurer l’existence des archives à long terme, comme centre de documentation et de recherche sur l’histoire contemporaine générale et suisse. Au moment de la création de la fondation sont mentionnés la documentation sur l’histoire contemporaine du peuple juif, de l’économie et de la Suisse durant la Guerre froide 1945-1990. Cette fondation a aussi pour but l’acquisition du bâtiment occupé alors par les archives et sa mise à disposition à l’EPFZ.

### Les bâtiments

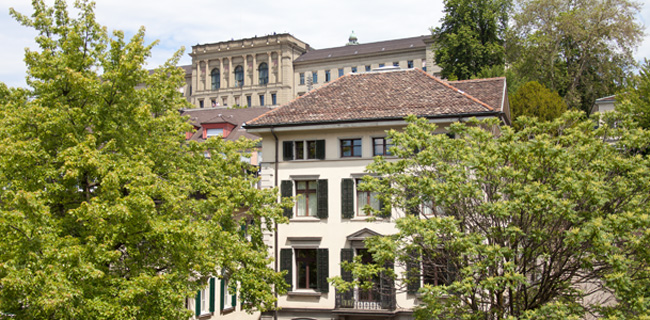
Les Archives suisses d'histoire contemporaine sont au-dessous du bâtiment principal de l’EPFZ.

Les AfZ se trouvent en location dans la maison du Hirschengraben 62 depuis 1996. La maison est achetée au moment de la création de la fondation Archiv für Zeitgeschichte en 2006. Les locaux rénovés sont occupés en 2015.

## Buts
En assurant la conservation de biens culturels, les Archives suisses d'histoire contemporaine accomplissent une tâche d’importance nationale dans le cadre des orientations stratégiques de l’EPFZ. Ces « archives spéciales » complètent les fonds étatiques, elles encouragent l’enseignement et la recherche sur l’histoire contemporaine suisse dans un contexte international.

## Collections
Les AfZ ont trois axes thématiques prioritaires relatifs à l’histoire contemporaine suisse :
- Histoire contemporaine politique (legs, archives institutionnelles)
- Histoire contemporaine économique (politique économique et politique économique internationale)
- Histoire contemporaine du peuple juif (« organisme de recherche contre l’oubli »)

Les collections réunissent environ trois millions de pages, dont plus de 10 % sont accessibles sous forme numérique. Environ la moitié des documents audio-visuels (films, vidéos, documents sonores) sont accessibles sous forme numérique.
Exemples de fonds : Elisabeth Kopp (conseillère fédérale), Élisabeth Eidenbenz (fondatrice de la Maternité d'Elne), Hans Ulrich Steger (de) (1 800 caricatures politiques), Elsbeth Kasser (de) (Camp de Gurs, camp d’internement en France 1939-1943, 173 dessins et aquarelles), Heer und Haus (archives historiques du Groupement suisse pour la démocratie, mouvement s’inscrivant dans la « défense spirituelle », 1947–1990).

## Recherches

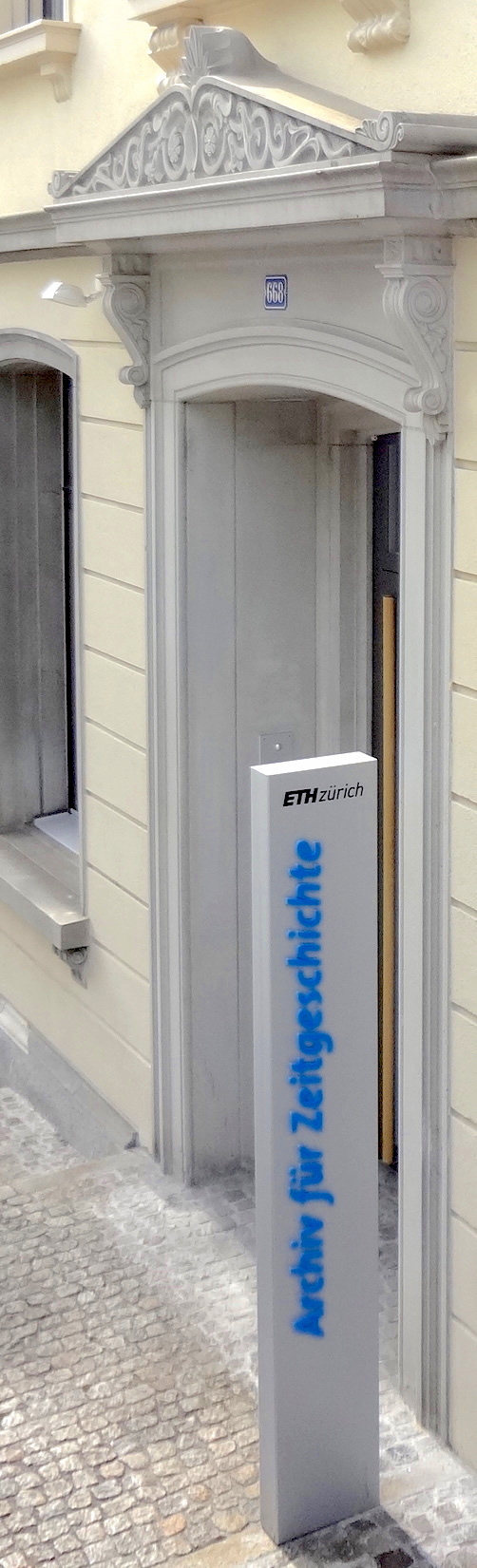
Entrée sur la Schienhut Gasse.

Les AfZ mettent à disposition une salle de lecture au centre de la ville de Zurich, où les sources peuvent être consultées. Il est possible d’y consulter aussi les AfZ Online Archives (version pour la salle de lecture permettant l'accès à toutes les métadonnées et reproductions numériques) ainsi que les AfZ Audiovisuals.
Il est possible d’effectuer des recherches en tous temps sur Internet, dans les outils de recherche et les sources numérisées :
- Liste des fonds[A 3]
- Choix d’images[8]
- Recherche dans les dossiers, accès aux métadonnées et aux reproductions publiques[A 4]
- Documents imprimés numérisés[A 5]
- Articles de presse de périodiques juifs[A 6]

## Publications
Les AfZ informent sur leurs activités, fonds d'archives et résultats de recherches au travers de rencontres publiques, en publiant des rapports annuels et une série de travaux de recherche, avec leur propre site Internet et en réalisant des expositions.